# Петар Надовеза
Петар Надовеза (Шибеник, 9. април 1942 — 19. март 2023) био је фудбалер и фудбалски тренер из Хрватске, српског порекла.

## Каријера
Као најбољи стрелац друголигашког Шибеника 1965. године прелази у Хајдук из Сплита у коме постиже запажене спортске резултате. Постигао је 296 голова у 460 утакмица, нашавши се тако на петом месту најбољих стрелаца клуба. Популарно је називан "Сплитски Пеле". Био је најбољи стрелац југословенске фудбалске лиге у току првенства 1966. и. 1971. године. Због честих повреда није успео одиграти више утакмица. После Хајдука, две сезоне је одиграо у белгијском Локерену.
За репрезентацију Југославије је одиграо само једну утакмицу, 14. маја 1967. године, против Албаније у Тирани.

## Статистика каријере

### Репрезентативна
| Југославија | Југославија | Југославија |
| Год.        | Ута.        | Гол.        |
| ----------- | ----------- | ----------- |
| 1967        | 1           | 0           |
| Укупно      | 1           | 0           |